# グラハム数を超える巨大数の一覧
グラハム数を超える巨大数の一覧（グラハムすうをこえるきょだいすうのいちらん）では、グラハム数を超える巨大数のうち、日本の国産巨大数その他日本の巨大数の歴史的に有名な巨大数、海外の巨大数論者の間で有名な巨大数、および数学的に意味のある巨大数を小さなものから大きなものへと順に一覧する。

## 一覧
| 名称                        | 説明 | コンウェイのチェーン表記 拡張チェーン系表記                                                          | 多変数アッカーマン関数                                    | 配列表記 BEAF表記 バードの配列表記                                                                | ハイパーE表記の拡張系                           | 超階乗配列表記                                |
| --------------------------- | --- | --- | --------------------------------------------------------- | ------------------------------------------------------------------------------------------------- | ----------------------------------------------- | --------------------------------------------- |
| Vsauce1                     | Michael Vsauce StevensがYouTubeの動画で「無限」のさまざまな種類について議論しているときに（明示的ではないが）作ったものである。                                                     | ≒3→3→64→2                                                                                            |                                                           | ≒{3,65,1,2}                                                                                       |                                                 | ≒64![2]                                       |
| コーポラル                  | Jonathan Bowersによって配列表記で定義された数の一つ。 | ≒10→10→100→2                                                                                         | ≒A(1,1,100)                                               | {10,100,1,2}（正確な値）                                                                          | (これより拡張ハイパーE表記) ≒E10##10#100        | ≒100![2]                                      |
| Graatagold                  | Sbiis Saibianによって拡張ハイパーE表記で定義された数の一つ。 | ≒100→100→101→2                                                                                       | ≒A(1,1,101)                                               | ≒{100,101,1,2}                                                                                    | E100##100##2＝E100##100#100（正確な値）         | ≒100![2]                                      |
| コンウェイのテトラトリ      | チェーン表記を1つ伸ばす事が数の爆発的増加を生み出す一例。強配列表記でs(3,3,3,2)と書くこともでき、primibolplexとも呼ばれる。                                                         | 3→3→3→3 H:3→23 B:3→→4 A:[3→4]2 （いずれも正確な値）                                                  | ≒A(1,1,A(1,1,27))                                         | ≒{27,3,2,2}                                                                                       | ≒E2##27#26#2                                    | ≒(26![2])![2]                                 |
| コンウェイのテトラテト      | コンウェイのテトラトリと同様にチェーン表記によって定義される数の一つ。CG関数でCG(4)と表すこともできる。                                                                             | 4→4→4→4 H:4→23 B:4→→4 A:[4→4]2 （いずれも正確な値）                                                  | ≒A(1,2,A(1,2,A(1,2,256)))                                 | ≒{256,4,3,2}                                                                                      |                                                 | ≒4![1,2]＝4![4]                               |
| Gugolthra                   | Sbiis Saibianによって拡張ハイパーE表記で定義された数の一つ。 | ≒100→100→101→100                                                                                     | ≒A(1,99,101)                                              | ≒{100,101,99,2}                                                                                   | E100###3＝E100##100##100（正確な値）            |                                               |
| Biggol                      | Jonathan Bowersによって配列表記で定義された数の一つ。 | ≒10→10→10→100                                                                                        | ≒A(1,100,10)                                              | {10,10,100,2}（正確な値）                                                                         | ≒E10##10##101                                   |                                               |
| 超超第百階乗数              | 拡張混成階乗で100*(100,100:100)と表記される数。SpongeTechXにより命名された。 | ≒100→100→100→100                                                                                     | ≒A(1,100,10)                                              | ≒{10,10,100,2}                                                                                    | ≒E100##100##100                                 | ≒100![1,2]                                    |
| Giaxul                      | Lawrence Hollomによって超階乗配列表記で定義された数の一つ。 | ≒200→200→199→200                                                                                     | ≒A(1,199,200)                                             | ≒{200,200,199,2}                                                                                  | ≒E200##200##200                                 | 200![1,2]（正確な値）                         |
| テトラトリ                  | Jonathan Bowersによって配列表記で定義された数の一つ。 | ≒3→3→3→3→4                                                                                           | ≒A(1,0,0,3)                                               | {3,3,3,3} BEAF:{3,4(1)2} BAN:{3,4[2]2} （いずれも正確な値）                                       | ≒E(3)3##3##3#3#3#2                              |                                               |
| Gugoltesla                  | Sbiis Saibianによって拡張ハイパーE表記で定義された数の一つ。 | ≒100→100→100→101→100                                                                                 | ≒A(2,99,101)                                              | ≒{100,101,99,3}                                                                                   | E100###4＝E100##100##100##100（正確な値）       |                                               |
| Baggol                      | Jonathan Bowersによって配列表記で定義された数の一つ。 | ≒10→10→10→10→100                                                                                     | ≒A(2,100,10)                                              | {10,10,100,3}（正確な値）                                                                         | ≒E100##100##100##100                            |                                               |
| スーパーテット              | Jonathan Bowersによって配列表記で定義された数の一つ。 | ≒4→4→4→4→4→5                                                                                         | ≒A(1,0,0,4)                                               | {4,4,4,4} BEAF:{4,4(1)2} BAN:{4,4[2]2} （いずれも正確な値）                                       | ≒E4##4##4##4##5                                 |                                               |
| Tetrapent                   | Jonathan Bowersによって配列表記で定義された数の一つ。 | ≒5→5→5→5→5→4→6                                                                                       | ≒A(1,0,0,5)                                               | {5,5,5,5} BEAF:{5,4(1)2} BAN:{5,4[2]2} （いずれも正確な値）                                       |                                                 |                                               |
| ジェネラル                  | Jonathan Bowersによって配列表記で定義された数の一つ。 | ≒10→10→10→10→10→10→10→10→10→10→9→11 H:≒10→211 B:≒10→→12 A:≒[10→12]2                                  | ≒A(1,0,0,10)                                              | {10,10,10,10} BEAF:{10,4(1)2} BAN:{10,4[2]2} （いずれも正確な値）                                 |                                                 | ≒10![1,10]                                    |
| 白アスター数                | 白アスター表記で「レベル64の星形の中に5が入ったもの」。 | ≒5→5→…(この間全て5、全66変数)…→5→4 H:≒5→265 B:≒5→→66 A:≒[5→66]2                                      | ≒A(1,0,0,64)                                              | ≒{5,6,3,64}                                                                                       |                                                 |                                               |
| Throogol                    | Sbiis Saibianによって拡張ハイパーE表記で定義された数の一つ。 | H:≒100→2100 B:≒100→→101 A:≒[100→101]2                                                                | ≒A(1,0,0,99)                                              | ≒{100,101,99,99}                                                                                  | E100###100（正確な値）                          | ≒100![1,1,2]                                  |
| Troogol                     | Jonathan Bowersによって配列表記で定義された数の一つ。 | H:≒10→2101 B:≒10→→102 A:≒[10→102]2                                                                   | ≒A(1,0,0,100)                                             | {10,10,10,100} （正確な値）                                                                       | ≒E100###100                                     |                                               |
| Giabixul                    | Lawrence Hollomによって超階乗配列表記で定義された数の一つ。 | H:≒200→2202 B:≒200→→203 A:≒[200→203]2                                                                | ≒A(1,0,0,201)                                             | ≒{200,200,199,201}                                                                                | ≒E200###202                                     | 200![200,200]（正確な値）                     |
| Generalplex                 | Jonathan Bowersによって配列表記で定義された数の一つ。 | H:≒10→2(10→211) B:≒10→→10→→12 A:≒[10→[10→12]2]2                                                      | ≒A(1,0,0,A(1,0,0,10))                                     | {10,10,10,{10,10,10,10}} ＝{10,3,1,1,2} （正確な値）                                              |                                                 |                                               |
| Troogolplex                 | Jonathan Bowersによって配列表記で定義された数の一つ。 | H:≒10→2(10→2101) B:≒10→→10→→102 A:≒[10→[10→102]2]2                                                   | ≒A(1,0,0,A(1,0,0,100))                                    | {10,10,10,{10,10,10,100}}（正確な値）                                                             | ≒E100###100#2                                   |                                               |
| ふぃっしゅ数バージョン1     | ふぃっしゅ数の中で最小。アッカーマン関数を土台に定義された巨大数。「関数から関数への写像」という考え方を利用したS変換とSS変換による。                                               | H:≒5→264→2 B:≒6→→→64＝6↓64↓3 A:≒[6→64→2]2                                                            | ≒A(1,0,1,63)                                              | ≒{4,64,1,1,2}                                                                                     | ≒E63###63##2                                    | ≒63![2,1,2]                                   |
| スリーゴールド              | Sbiis Saibianによって拡張ハイパーE表記で定義された数の一つ。 | H:≒100→2100→2101→23 B:≒100↓100↓101↓3 A:≒[100→100→101→3]2                                             | ≒A(1,1,2,100)                                             | ≒{100,101,2,2,2}                                                                                  | E100###100##100##3（正確な値）                  | ≒100![[3],1,2]                                |
| グランドテトラトリ          | Aarex Tiaokhiaoによって名付けられた数の一つ。 | H:≒3→23→23→23→24 B:≒3↓3↓3↓3↓4 A:≒[3→3→3→3→4]2                                                        | ≒A(1,2,2,A(1,2,2,3))                                      | {3,3,3,3,2}（正確な値）                                                                           |                                                 |                                               |
| Triggol                     | クリス・バードによって配列表記で定義された数の一つ。 | H:≒100→3101 B:≒100↓↓102 A:≒[100→102]3                                                                | ≒A(1,99,10,10)                                            | {10,10,10,100,2}（正確な値）                                                                      | ≒E100###100###100                               |                                               |
| Thraatatrigold              | Sbiis Saibianによって拡張ハイパーE表記で定義された数の一つ。 | H:≒100→3100→3101→32 B:≒100←100←101←2 A:≒[100→100→101→2]3                                             | ≒A(2,1,1,100)                                             | ≒{100,101,1,2,3}                                                                                  | E100###100###100##100##2（正確な値）            | ≒100![[2],2,2]                                |
| ペンタトリ                  | Jonathan Bowersによって配列表記で定義された数の一つ。 | H:≒3→33→33→33→34 B:≒3←3←3←3←4 A:≒[3→3→3→3→4]3                                                        | ≒A(1,0,0,0,3)                                             | {3,3,3,3,3} BEAF:{3,5(1)2} BAN:{3,5[2]2} （いずれも正確な値）                                     |                                                 |                                               |
| Thrutergold                 | Sbiis Saibianによって拡張ハイパーE表記で定義された数の一つ。 | H:≒100→4101→4100 B:≒100(↑1)101(↑1)101 A:≒[100→101→100]4                                              | ≒A(3,0,99,100)                                            | ≒{100,101,99,1,4}                                                                                 | E100###100###100###100##100（正確な値）         | ≒100![[1],3,2]                                |
| スーパーペント              | Jonathan Bowersによって配列表記で定義された数の一つ。 | H:≒5→55→55→55→55→54→56 B:≒5(→1)5(→1)5(→1)5(→1)5(→1)4(→1)6 A:≒[5→5→5→5→5→4→6]5                        | ≒A(1,0,0,0,5)                                             | {5,5,5,5,5} BEAF:{5,5(1)2} BAN:{5,5[2]2} （いずれも正確な値）                                     |                                                 |                                               |
| Pentadecal                  | Jonathan Bowersによって配列表記で定義された数の一つ。 | H:≒10→11 B:≒10(↓2)(↓2)12 A:≒[10→12]11                                                                | ≒A(1,0,0,0,10)                                            | {10,10,10,10,10} BEAF:{10,5(1)2} BAN:{10,5[2]2} （いずれも正確な値）                              |                                                 |                                               |
| ふぃっしゅ数バージョン2     | ふぃっしゅ数バージョン1の拡張。ふぃっしゅ数バージョン1のSS変換の定義だけが変わっている。                                                                                            | H:≒3→643→642 B:≒3(←15)(←15)(←15)3＝3(↑16)3(↑16)3 A:≒[3→3→2]64                                        | ≒A(1,0,0,0,63)                                            | ≒{3,3,1,1,64}                                                                                     | ≒E100####63                                     |                                               |
| Tetroogol                   | Sbiis Saibianによって拡張ハイパーE表記で定義された数の一つ。 | H:≒100→100 B:≒100(←24)(←24)100 A:≒[100→100]100                                                       | ≒A(1,0,0,0,99)                                            | ≒{100,100,100,100,99}                                                                             | E100####100（正確な値）                         | ≒100![[1,100],99,2]                           |
| Quadroogol                  | Jonathan Bowersによって配列表記で定義された数の一つ。 | H:≒10→10111 B:≒10(↑25)(↑25)12 A:≒[10→12]101                                                          | ≒A(1,0,0,0,100)                                           | {10,10,10,10,100}（正確な値）                                                                     | ≒E10####101                                     |                                               |
| 旧バード数におけるN         | 旧バード数の元になる巨大数。 | H:≒3→4G+13→4G+13 B:3(↑G)(↑G)(↑G)(↑G)3＝3(→G)3(→G)4(正確な値) A:≒[3→3→3]4G+1 (Gはグラハム数)          | ≒A(1,0,0,0,A(1,1,64))                                     | ≒{3,3,2,1,4G+1} ≒{3,3,2,1,G} ≒{3,3,2,1,{4,65,1,2}} ≒{G,2,1,1,1,2}                                 |                                                 |                                               |
| Tetrangol                   | Sbiis Saibianによって拡張ハイパーE表記で定義された数の一つ。 | H:≒100→100→…100→101…101101(下の101から数えて101段重ね) A:≒[101→102][101→102]…[101→102]101(101段重ね) | ≒A(1,0,0,1,100)                                           | ≒{100,101,1,1,1,2}                                                                                | E100####100#100（正確な値）                     | ≒100![2,1,3]                                  |
| Tetreagol                   | Sbiis Saibianによって拡張ハイパーE表記で定義された数の一つ。 | ※※                                                                                                   | ≒A(1,0,0,2,100)                                           | ≒{100,101,2,1,1,2}                                                                                | E100####100#100#100（正確な値）                 | ≒100![3,1,3]                                  |
| 旧バード数                  | クリス・バードが回転矢印表記にちなんだ巨大数として考案したもの。日本の2chの巨大数スレッドでは、ふぃっしゅ数に対してこのバード数が見つけられて、「魚と鳥の対決」と盛り上がっていた。 | ※※※                                                                                                  | ≒A(1,0,1,1,A(1,0,1,1,3))                                  | ＞{3,3,2,2,1,2} ＜{4,3,2,2,1,2}                                                                   |                                                 |                                               |
| Tetrugolthra                | Sbiis Saibianによって拡張ハイパーE表記で定義された数の一つ。 | ※※※                                                                                                  | ≒A(1,0,1,99,100)                                          | ≒{100,101,99,2,1,2}                                                                               | E100####100###3（正確な値）                     | ≒100![[1,2],1,3]                              |
| Tetrithroogol               | Sbiis Saibianによって拡張ハイパーE表記で定義された数の一つ。 | ※※※                                                                                                  | ≒A(1,0,98,100,100)                                        | ≒{100,100,100,99,1,2}                                                                             | E100####100###100（正確な値）                   | ≒100![[1,98],1,3]                             |
| Tetrootrigol                | Sbiis Saibianによって拡張ハイパーE表記で定義された数の一つ。 | ※※※                                                                                                  | ≒A(1,98,99,100,100)                                       | ≒{100,100,100,100,99,2}                                                                           | E100####100####100 ＝E100#####3（正確な値）     | ≒100![[[1,100],98,2],1,3]                     |
| ヘキサトリ                  | Jonathan Bowersによって配列表記で定義された数の一つ。 | ※※※                                                                                                  | ≒A(1,0,0,0,0,3)                                           | {3,3,3,3,3,3} BEAF:{3,6(1)2} BAN:{3,6[2]2} （いずれも正確な値）                                   |                                                 |                                               |
| クワドリーゴル              | クリス・バードによって配列表記で定義された数の一つ。 | ※※※                                                                                                  | ≒A(4,0,0,0,100)                                           | {10,10,10,10,100,4}（正確な値）                                                                   | ≒E100#####5                                     |                                               |
| ウートリエル数III           | タマトリエ=ノコロタによって定義された数のうちの一つ。総和や総乗、階乗、矢印表記などの初歩的な巨大関数を定義に用いている。                                                           | ※※※                                                                                                  | ≒A(2986,5972,11944,23888,47776)                           | ≒{10,10,10,10,10,2986}                                                                            |                                                 |                                               |
| ヘプタトリ                  | Jonathan Bowersによって配列表記で定義された数の一つ。 | ※※※                                                                                                  | ≒A(1,0,0,0,0,0,3)                                         | {3,3,3,3,3,3,3} BEAF:{3,7(1)2} BAN:{3,7[2]2} （いずれも正確な値）                                 |                                                 |                                               |
| イテラル（スーパーデカル）  | Jonathan Bowersによって配列表記で定義された数の一つ。 | ※※※                                                                                                  | ≒A(1,0,0,0,0,0,0,0,0,10)                                  | {10,10,10,10,10,10,10,10,10,10} BEAF:{10,10(1)2} BAN:{10,10[2]2} （いずれも正確な値）             |                                                 |                                               |
| アルタトリ                  | Jonathan Bowersによって配列表記で定義された数の一つ。 | ※※※                                                                                                  | ≒A(1,0,0,…(0が25個・両端含めて27変数)…,0,0,3)             | {3,3,3,…(3が27個)…,3,3,3} BEAF:{3,27(1)2} BAN:{3,27[2]2} （いずれも正確な値）                     |                                                 |                                               |
| 夏おこじょ数                | Aetonによって定義された巨大数。定義する上では微小数である「冬おこじょ数」がまず定義され、次いでその逆数としてこの巨大数が定義される。                                               | ※※※                                                                                                  | ≒A(53,52,…(この間全て52、全54変数)…,52,55,56)             | ≒{55,55,53,…(この間全て53、全55変数)…,53,54} BEAF:≒{54,55(1)2} BAN:≒{54,55[2]2}                   | (これより連鎖E表記) ≒E54#^#54                   |                                               |
| グーボル                    | Jonathan Bowersによって配列表記で定義された数の一つ。 | ※※※                                                                                                  | ≒A(1,0,0,…(0が98個・両端含めて100変数)…,0,0,100)          | BEAF:{10,100(1)2} BAN:{10,100[2]2} （いずれも正確な値）                                           | ≒E100#^#99                                      | ≒100![1,1,1,2]                                |
| Godgahlah                   | Sbiis Saibianによって拡張ハイパーE表記で定義された数の一つ。 | ※※※                                                                                                  | ≒A(1,0,0,…(0が99個・両端含めて101変数)…,0,0,100)          | BEAF:≒{10,101(1)2} BAN:≒{10,101[2]2}                                                              | E100#^#100（正確な値）                          | ≒100![[1,100],98,98]                          |
| Godgahlahgong               | Sbiis Saibianによって拡張ハイパーE表記で定義された数の一つ。 | ※※※                                                                                                  | ≒A(1,0,0,…(0が999999個・両端含めて10000001変数)…,0,0,100) | BEAF:≒{100000,100000(1)2} BAN:≒{100000,100000[2]2}                                                | E100000#^#100000（正確な値）                    | ≒100000![[1,99998],99998,99998]               |
| Googahlah                   | Sbiis Saibianによって拡張ハイパーE表記で定義された数の一つ。 | ※※※                                                                                                  | ≒A(1,0,0,…(0が10100-1個・両端含めて10100+1変数)…,0,0,100) | BEAF:≒{100,{10,100}(1)2} BAN:≒{100,{10,100}[2]2}                                                  | E100#^#(10100)（正確な値）                      | ≒100![[1,10100],98,98]                        |
| Duperdecal                  | Jonathan BowersによってBEAFで定義された数の一つ。 | ※※※                                                                                                  | ≒A(1,0,0,…(0がA(1,0,0,0,0,0,0,0,0,10)個)…,0,0,100)        | BEAF:{10,3,2(1)2} BAN:{10,3,2[2]2} （いずれも正確な値）                                           | ≒E10#^#10#3                                     | ≒3![2,1,1,2]                                  |
| ラトリ                      | Jonathan BowersによってBEAFで定義された数の一つ。 | ※※※                                                                                                  | ※※                                                        | BEAF:{3,3,3(1)2}＝{3,3(1)3}＝{3,2(1)4} BAN:{3,3,3[2]2}＝{3,3[2]3}＝{3,2[2]4} （いずれも正確な値） | ≒E100#^#100#100#3                               | ≒3![3,1,1,2]                                  |
| Boobol                      | Jonathan BowersによってBEAFで定義された数の一つ。 | ※※※                                                                                                  | ※※※                                                       | BEAF:{10,10,100(1)2} BAN:{10,10,100[2]2} （いずれも正確な値）                                     | ≒E100#^#100##100                                | ≒100![[1],1,1,2]                              |
| Gootrol                     | Jonathan BowersによってBEAFで定義された数の一つ。 | ※※※                                                                                                  | ※※※                                                       | BEAF:{10,100(1)3} BAN:{10,100[2]3} （いずれも正確な値）                                           | ≒E100#^#100#^#100                               | ≒100![1,2,1,2]                                |
| Gissol                      | Jonathan BowersによってBEAFで定義された数の一つ。 | ※※※                                                                                                  | ※※※                                                       | BEAF:{10,10(1)100,2} BAN:{10,10[2]100,2} （いずれも正確な値）                                     | ≒E100#^#*#100#^#*#100                           | ≒100![1,[2],1,2]                              |
| ふぃっしゅ数バージョン3     | ふぃっしゅ数バージョン2を発展させたもので、s(n)変換とss(n)変換による。旧バード数を本質的に超えることを目標に定義された。                                                            | ※※※                                                                                                  | ※※※                                                       | BEAF:≒{63,63(1)2,63} BAN:≒{63,63[2]2,63}                                                          | ≒E63#^#*##63                                    | ≒63![1,[63],1,2]                              |
| Diteral                     | Jonathan BowersによってBEAFで定義された数の一つ。 | ※※※                                                                                                  | ※※※                                                       | BEAF:{10,10(1)(1)2} BAN:{10,10[2]1[2]2} （いずれも正確な値）                                      |                                                 |                                               |
| ザッポル                    | Jonathan Bowersによって定義された数の一つ。2次元の拡張配列表記で10を10行10列に並べた形で書ける。                                                                                    | ※※※                                                                                                  | ※※※                                                       | BEAF:{10,10(2)2} BAN:{10,10[3]2} （いずれも正確な値）                                             | ≒E10#^##10                                      | ≒10![1,[1,1,3],1,2]                           |
| Colossol                    | Jonathan Bowersによって定義された数の一つ。3次元超立方体の1辺に10が10個入っている状態。                                                                                             | ※※※                                                                                                  | ※※※                                                       | BEAF:{10,10(3)2} BAN:{10,10[4]2} （いずれも正確な値）                                             | ≒E10#^###10                                     | ≒10![1,[1,1,4],1,2]                           |
| ペトソル                    | Jonathan Bowersによって定義された数の一つ。5次元超立方体の1辺に10が10個入っている状態。                                                                                             | ※※※                                                                                                  | ※※※                                                       | BEAF:{10,10(5)2} BAN:{10,10[6]2} （いずれも正確な値）                                             | ≒E10#^#####10                                   | ≒10![1,[1,1,6],1,2]                           |
| Dimendecal                  | Jonathan Bowersによって定義された数の一つ。10次元超立方体の1辺に10が10個入っている状態。                                                                                            | ※※※                                                                                                  | ※※※                                                       | BEAF:{10,10(10)2} BAN:{10,10[11]2} （いずれも正確な値）                                           | ≒E10#^#^#10                                     | ≒10![1,[1,1,11],1,2]                          |
| ゴンギュラス                | Jonathan Bowersによって定義された数の一つ。100次元超立方体の1辺に10が10個入っている状態。                                                                                           | ※※※                                                                                                  | ※※※                                                       | BEAF:{10,10(100)2} BAN:{10,10[101]2} （いずれも正確な値）                                         | ≒E10#^#^#100                                    | ≒10![1,[1,1,101],1,2]                         |
| ミリカーラ                  | この用語はYouTuberのDouglas Shamlin Jrによって造られた | ※※※                                                                                                  | ※※※                                                       | BEAF:{100,100(1000)2} BAN:{100,100,[1001]2} （いずれも正確な値）                                  |                                                 |                                               |
| デュラトリ                  | Jonathan Bowersによって定義された数の一つ。Jonathan Bowersによって名付けられたテトレーション配列、また超次元配列の数の中で最小である。                                              | ※※※                                                                                                  | ※※※                                                       | BEAF:{3,3 (0,2) 2}（正確な値） BAN:≒{3,3[1,3]2}                                                   | ≒E(3)3#^#^##2                                   | ≒3![1,[1,[1,1,2],1,2],1,3]                    |
| Trimentri                   | Jonathan Bowersによって定義された数の一つ。 | ※※※                                                                                                  | ※※※                                                       | BEAF:{3,3((1)1)2} ＝{3,3(0,0,0,1)2} ＝{3,3(0,0,3)2} ＝{3,3(0,3,2)2} （正確な値）                  |                                                 |                                               |
| ヘクセルガサー              | Sbiis Saibianによって連鎖E表記で定義された数の一つ。 | ※※※                                                                                                  | ※※※                                                       | BEAF:≒{100,100(0,0,0,0,0,0,1)2} BAN:≒{100,100[1,1,1,1,1,1,2]2}                                    | E100#^#^######100（正確な値）                   | ≒100![1,[1,[1,1,7],1,2],1,3]                  |
| Goplexulus                  | Jonathan Bowersによって定義された数の一つ。 | ※※※                                                                                                  | ※※※                                                       | BEAF:{10,100((1)1)2}（正確な値） BAN:≒{10,100[1[2]2]2}                                            | ≒E100#^#^#^#100                                 | ≒100![1,[1,[1,1,99],1,2],1,3]                 |
| Goduplexulus                | Jonathan Bowersによって定義された数の一つ。 | ※※※                                                                                                  | ※※※                                                       | BEAF:{10,100((100)1)2}（正確な値） BAN:≒{10,100[1[1,2]2]2}                                        | ≒E100#^#^#^#^#100                               | ≒100![1,[1,[1,[1,1,99],1,2],1,3],1,4]         |
| グラルタートル              | Sbiis Saibianによって連鎖E表記で定義された数の一つ。 | ※※※                                                                                                  | ※※※                                                       | BEAF:≒{100,100((0,0,1)1)2} BAN:≒{100,100[1[1,1,2]2]2}                                             | E100#^#^#^#^##100（正確な値）                   | ≒100![1,[1,[1,[1,[1,99,2],1,2],1,3],1,4],1,5] |
| テスラソス（ソス）          | Sbiis Saibianによって拡張連鎖E表記で定義された数の一つ。 | ※※※                                                                                                  | ※※※                                                       | BEAF:≒X↑↑99&100 BAN:≒{100,49[1∖2]2}                                                               | (これより拡張連鎖E表記) E100#^^#100（正確な値） | ≒100![1,1,1,1,2]                              |
| ゴッパトス                  | Jonathan Bowersによって定義された数の一つ。ギゴル(10↑↑100)個の10が100次元のテトレーションハイパー立方体に埋められている。                                                           | ※※※                                                                                                  | ※※※                                                       | BEAF:10↑↑100&10（正確な値） BAN:≒{10,51[1∖2]2}                                                    | ≒E10#^^#101                                     | ≒101![1,1,1,1,2]                              |
| ふぃっしゅ数バージョン5     | 「関数から関数への写像」という考え方を拡張し、「写像から写像への写像」としたm(n)変換による数。                                                                                      | ※※※                                                                                                  | ※※※                                                       | BEAF:▲≒{63,63,2(X↑↑X)2} BAN:≒{63,63,2[1∖2]2}                                                      | ≒E63#^^#63#63                                   | ≒63![2,1,1,1,2]                               |
| Tethrathoth ba'al           | Sbiis Saibianによって拡張連鎖E表記で定義された数の一つ。 | ※※※                                                                                                  | ※※※                                                       | BEAF:▲≒{100,100((X↑↑X)↑(X↑↑99))2} BAN:≒{100,100[1∖1,2]2}                                          | E100#^^#>#100（正確な値）                       |                                               |
| 巨大壮絶テスラソス          | Sbiis Saibianによって拡張連鎖E表記で定義された数の一つ。 | ※※※                                                                                                  | ※※※                                                       | BEAF:▲≒{100,{100,100((X↑↑X)↑(X↑↑99))2}(X↑↑(X2))2} BAN:≒{100,{100,100[1∖1,2]2}[1∖1,2]2}            | E100#^^#>#100#2（正確な値）                     |                                               |
| ふぃっしゅ数バージョン6     | m(n)変換を発展させたm(m,n)変換による数。計算可能なふぃっしゅ数の中では最大のもの。                                                                                                  | ※※※                                                                                                  | ※※※                                                       | BEAF:▲≒{63,63,2(X↑↑X↑2)2}                                                                         |                                                 |                                               |
| 新バード数                  | クリス・バードがBEAFとは別方式の配列表記の発展による巨大数として考案したもの。 | ※※※                                                                                                  | ※※※                                                       | BEAF:▲≒{7,{7,{7,{7,7(X,X(1)2)2}(X,X(1)2)2},2(X,X(1)2)2},3(X,X(1)2)2}                              |                                                 | ≒7![1([1])2]![1([1])2]![2([1])2]![3([1])2]    |
| TREE(3)                     | グラフ理論に起因するとても成長の速い関数であるTREE数列の3番目の数。国産巨大数で見ればふぃっしゅ数バージョン6より大きい。                                                            | ※※※                                                                                                  | ※※※                                                       |                                                                                                   |                                                 |                                               |
| SSCG(3)                     | とても速く成長する組合せ論的関数であるSSCG関数によるシンプル・サブキュービックグラフ数の一つ。TREE(3)よりはるかに大きい。                                                           | ※※※                                                                                                  | ※※※                                                       |                                                                                                   |                                                 |                                               |
| SCG(13)                     | とても速く成長する組合せ論的関数であるSCG関数によるサブキュービックグラフ数の一つ。TREE(3)よりはるかに大きい。                                                                      | ※※※                                                                                                  | ※※※                                                       |                                                                                                   |                                                 |                                               |
| ペア数列数                  | バシクによって考案されたペア数列システムによる巨大数。新バード数よりもはるかに大きい。                                                                                              | ※※※                                                                                                  | ※※※                                                       |                                                                                                   |                                                 |                                               |
| Nucleaquaxul                | 超階乗配列表記で定義される数の一つ。Lawrence Hollom によって名付けられた。 | ※※※                                                                                                  | ※※※                                                       | BEAF:▲≒{200,200///2}                                                                              |                                                 | 200![[200200]200]（正確な値）                 |
| ローダー数                  | プログラミングによって定義された超巨大数。関数の増加率に対応する帰納的順序数が見つかっていない。                                                                                    | ※※※                                                                                                  | ※※※                                                       | ※※※                                                                                               | ※※※                                             | ※※※                                           |
| 巨大数屋敷数                | p進大好きbotによって定義された。2022年現在、計算可能レベルで最大クラスの数と思われる。                                                                                              | ※※※                                                                                                  | ※※※                                                       | ※※※                                                                                               | ※※※                                             | ※※※                                           |
| ビジービーバー関数（Σ1000） | ビジービーバー関数は計算不可能な関数の一例であり、あらゆる計算可能関数よりも増加速度が大きく、入力する数が比較的小さくてもたやすくそれらを超えてしまう。                            | ※※※                                                                                                  | ※※※                                                       | ※※※                                                                                               | ※※※                                             | ※※※                                           |
| ふぃっしゅ数バージョン4     | ビジービーバー関数を土台に定義された巨大数。 | ※※※                                                                                                  | ※※※                                                       | ※※※                                                                                               | ※※※                                             | ※※※                                           |
| 巨大数庭園数                | p進大好きbotによって定義された。高階集合論を超えた1階述語論理による。2022年現在、定義された史上最大の有限な数と推定される。                                                         | ※※※                                                                                                  | ※※※                                                       | ※※※                                                                                               | ※※※                                             | ※※※                                           |

- この表で各表記の欄に示している値は、完全に一致する場合は（正確な値）と明記し、それ以外の「≒」で示したものは近似値であり厳密には一致しない。
- 拡張チェーン系表記の欄の「H:」はハーフォード式、「B:」はバード式（回転矢印表記）、「A:」はAeton式を示す。
- 配列表記の欄の「BAN:」はバードの配列表記を示す。
- BEAF表記の▲印を付けた表記は、厳密には未定義であり、「定義が完成した場合はその数に近似することが想定されている」程度のため、参考程度である。
- 「※※」の記載はその表記法だと現実的かつ直接的に表現ないし近似することは可能だが、縦横拡大が必要となって表記スペースが広くなってしまうため省略していることを示す。
- 「※※※」の記載は数が大きすぎてその表記法で現実的かつ直接的に表現ないし近似することが不可能であることを示す。
- ふぃっしゅ数は、2ちゃんねるの巨大数スレッドでふぃっしゅっしゅによって考案された一連の巨大数であり、バージョン1から7まで存在する。
- 参考までに、以下は、巨大数を定義しようと試みたが、厳密な定義が完成していないものや、停止性不明のもの、定義に矛盾や致命的な問題が見つかっており数学的に意味をなさない（Ill-defined）ものなどを示す。

| 名称                             | 説明 | 状態                         |
| -------------------------------- | --- | ---------------------------- |
| トリアクルス                     | Jonathan Bowersによって名付けられた数の一つ。BEAFで3&3&3と表記される数。 | 未定義                       |
| ビッグブーワ                     | Jonathan Bowersによって名付けられた数の一つ。BEAFで{3,3,3/2}と表記される数。 | 未定義                       |
| ビッグホス                       | Jonathan Bowersによって名付けられた数の一つ。BEAFで{L,100}100,100と表記される数。 | 未定義                       |
| ブクワハ                         | Jonathan Bowersによって名付けられた数の一つ。BEAFで{100,100 A 2}と表記される数。Aは100100配列のレギオン記号である。 | 未定義                       |
| ゴショミティー                   | Jonathan Bowersによって名付けられた数の一つ。BEAFで{L2,100}100,100と表記される数。 | 未定義                       |
| ミーミーミーロッカプーワ・ウンパ | Jonathan Bowersによって名付けられた数の一つ。BEAFで{{L100,10}10,10&L,10}10,10と表記される数。厳密な定義が完成した場合はJonathan Bowersによって名付けられた数の中で最大のものとなるだろうと言われている。                                                           | 未定義                       |
| BIGG                             | Bewilderingly Incomprehensibly Ginormous Googolismの略。超階乗配列表記で200?と表記される数。Lawrence Hollomによって名付けられた。 | 停止性不明                   |
| バシク行列数                     | バシク行列システムによって定義される巨大数の一つ。 | 停止性不明                   |
| Y数列数                          | Y数列によって定義される巨大数の一つ。 | 停止性不明                   |
| ラヨ数                           | アグスティン・ラヨにちなんで名付けられた巨大数。ラヨ自身の言葉によれば、「一階の集合論（一階述語論理）の言葉でグーゴル個以内の記号で表現できるいかなる有限の正の整数よりも大きな最小の正の整数」。厳密には公理系が明示的に書かれていないために定義が不完全である。 | 数学的解釈では定義に問題あり |
| ふぃっしゅ数バージョン7          | ラヨ数で用いられるラヨ関数を拡張することによって定義された。ふぃっしゅ数の中で最大である。ラヨ数同様、厳密には公理系が明示的に書かれていないために定義が不完全である。                                                                                             | 数学的解釈では定義に問題あり |
| ビッグフット                     | ラヨ数の考え方を拡張することによって定義を試みたもの。ふぃっしゅ数バージョン7に関する議論はこれが生み出されるきっかけとなったという。 | Ill-defined                  |
| リトルビッゲドン                 | 集合論の言語の拡張による。ビッグフットよりも大きな巨大数として想定された。 | Ill-defined                  |
| サスクワッチ                     | 集合論の言語の拡張による。リトルビッゲドンよりも大きな巨大数として想定された。定義された史上最大の有限値と考えられていたが、定義に問題が見つかった上、p進大好きbotによって巨大数庭園数が新たに定義された。                                                         | Ill-defined                  |